# Fabiana
Fabiana (również Pabiana) – imię żeńskie pochodzenia łacińskiego. Wywodzi się od nazwy rzymskiego rodu Fabiuszów. Żeński odpowiednik męskiego imienia Fabian.
Imię rzadkie w Polsce. W styczniu 2024 r. w rejestrze PESEL, wśród publicznie dostępnych danych dotyczących osób żyjących, wykazano 140 kobiet o imieniu Fabiana nadanym jako imię pierwsze oraz 62 kobiety noszące imię Fabiana jako imię drugie. Dla porównania, najczęściej nadane jako imię pierwsze – Anna, nosi 1 072 616 osób
Fabiana imieniny obchodzi 20 stycznia.

## Kobiety o imieniu Fabiana
- Fabiane Albrecht (ur. 1983) – szwajcarska wioślarka
- Fabiana Claudino (ur. 1985) – brazylijska siatkarka[7]
- Fabiana Murer – brazylijska lekkoatletka
- Fabiana Oliveira (ur. 1980) –  brazylijska siatkarka
- Fabienne Serrat – była francuska narciarka alpejska.